# Arbo (Spanyolország)
Arbo egy község Spanyolországban, Pontevedra tartományban. Arbo As Neves, A Cañiza, Crecente, Melgaço és Monção községekkel határos. Lakosainak száma 2636 fő (2024).

## Népesség
A település népessége az elmúlt években az alábbi módon változott:
| Lakosok száma | 4255 | 4018 | 3887 | 3833 | 3191 | 2904 | 2711 | 2580 | 2622 | 2636 |
|               | 2001 | 2004 | 2007 | 2009 | 2012 | 2014 | 2017 | 2019 | 2022 | 2024 |